# Soledad Anaya Solórzano
Soledad Anaya Solórzano (Guadalajara, Jalisco, 20 de mayo de 1895-Ciudad de México, 24 de febrero de 1978) fue una maestra y literata mexicana, fundadora y directora de la secundaria número 8, presidenta del Seminario de Estudios Pedagógicos, directora general de Segunda Enseñanza y catedrática de la Universidad Nacional Autónoma de México. Su libro Literatura Española, tercer curso de español, manual para uso de los alumnos de segunda enseñanza (primera edición, 1941), lleva una treintena de ediciones.

## Biografía
Soledad Anaya Solórzano dedicó toda su vida a la labor docente y a la difusión cultural y pedagógica de la educación en México. Recibió su título de profesora de instrucción primaria en la Normal Católica de Guadalajara en 1913 y posteriormente estudió en la Universidad Autónoma de México en la Escuela de Altos Estudios (actualmente Facultad de Filosofía y Letras) de donde se graduó como maestra en letras en 1930. Durante los años de lucha revolucionaria se trasladó con su familia a la Ciudad de México, donde ejerció su profesión entre 1915 y 1924. En este último año comenzó a impartir clases de literatura española, materia en la que llegó a ser una especialista.
En 1925, el subsecretario de Educación Moisés Saénz la eligió para formar parte de la comisión de educadores que fueron a estudiar los métodos y la organización de Segunda Enseñanza a los Estados Unidos en cursos de mejoramiento profesional en la Universidad de Columbia. A su regreso, fundó la escuela secundaria No. 8 que dirigió por más de una década. También desempeñó funciones dentro de los más altos cargos del sistema educativo; a partir de 1929 fue maestra de secundaria e impulsó su establecimiento en México. Integrante de la Comisión que estableció la segunda enseñanza en Monterrey, Nuevo León. Fundadora de la Sociedad de Directores de Escuelas Secundarias. Durante el periodo de 1935 a 1950, adiestró a los profesores de secundaria en diversas ciudades del país. Tomó posesión del puesto de directora general de Segunda Enseñanza de 1944 a 1946. Entre 1946 y 1949, dirigió la Escuela Normal Superior de la Federación de Escuelas Particulares e impartió en ella clases de Español Superior y Literatura.
Fue parte de la primera plantilla de maestros al inaugurarse el edificio de la Escuela Normal Superior de México en 1946. Ejerció cátedras en la Escuela Nacional Preparatoria. También fue catedrática en la Universidad Nacional Autónoma de México. De 1959 a 1972 fue asesora técnica de la Comisión Nacional de los Libros de Texto Gratuitos. En 1962, presentó un proyecto de reformas a los programas y planes de estudio, con el fin de agilizar y vitalizar la enseñanza. También formó parte del primer equipo de pedagogos seleccionado para elaborar los libros de texto gratuitos. Además de colaborar en la edición de libros de textos, participó en asambleas, congresos pedagógicos y publicó artículos en revistas especializadas en educación.

### Otras consideraciones
Fue maestra de Octavio Paz. En una entrevista de 1996 publicada en Letras Libres, el escritor habló de su experiencia en la secundaria:

Tuve una gran admiración literaria, en maestras más que en maestros. La primera aparición pública de la mujer en México es en la educación. Tuve maestras admirables que todavía recuerdo con mucho cariño... Tuve una maestra, Soledad Anaya: celosa, muy purista

Eva Sámano seleccionó a Soledad Anaya como maestra literata y directora de la Escuela Secundaria Héroes de la Libertad en 1965; escuela que inauguró en Coyoacán, cargos que ejerció hasta su muerte. Soledad Anaya murió el 24 de febrero de 1978. 

## Distinciones
1956 - Medalla Manuel López Cotilla, por su obra didáctica. 
1974 - Galardonada como Mujer del año por las Damas Publicistas de México y Asociados.
1998 - Emisión de estampilla postal de Soledad Anaya por la conmemoración del día del maestro.
En su nombre se han nombrado escuelas como la escuela diurna en la Delegación Cuauhtémoc de la Ciudad de México, un jardín de niños en San Pedro Tlaquepaque, Jalisco, primarias en Tijuana y en Ensenada, Baja California. 

## Obras

### Obras
- El poeta latino Horacio, imitador y original, Andrés Botas, 1920.
- La mujer y la educación, 1926
- Literatura española: tercer curso de español, dibujos de Imelda Calderón, Porrúa 1941; 26ª ed. 1977.
- Las actividades escolares no académicas y su función educativa (fascículo), Sociedad de Directores de Escuelas Secundarias, 1943.
- Integración de la segunda enseñanza en el sistema educativo nacional, 1946.
- Carta a Ma. Edmée Álvarez, La lengua española a través de selectos autores mexicanos,1954.
- La mujer y la paz, 1956.
- Como administrar y organizar una escuela secundaria, Eds. de la SEP, 1956.
- Prólogo de Peñas arriba y Sotileza, 1966.

### Conferencias
- La primera jornada ha concluido (ponencia), Sociedad de Directores de Escuelas Secundarias, 1943.
- Mujeres en la obra de Cervantes (conferencia en homenaje a la Universidad Femenina de México), 1947.